# Pulaski (Werkzeug)

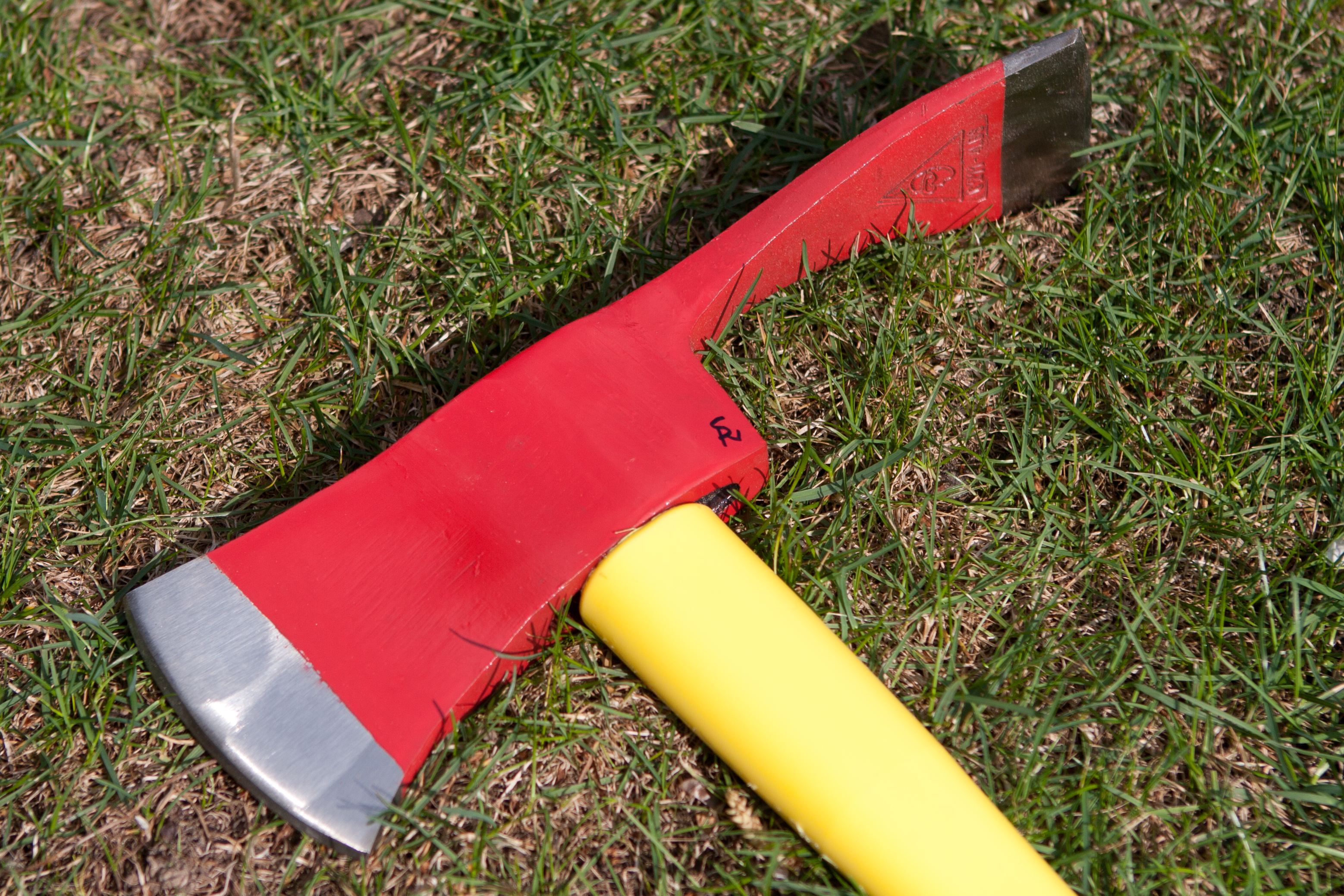
Kopf eines Pulaski mit Glasfaserstiel

Das Pulaski (auch Pulaski-Tool oder Pulaski-Axt) ist ein spezielles Werkzeug zur Waldbrandbekämpfung. Es wird vor allem in den Vereinigten Staaten und Kanada bei Feuerwehr und Forstbehörden eingesetzt. In den letzten Jahren hielt das Werkzeug auch Einzug in den deutschsprachigen Raum.
Der Kopf des Pulaski aus Stahl kombiniert Axt und Dechsel in einem Werkzeugkopf. Der Stiel wurde traditionell aus Holz gefertigt, heutzutage wird aus Gewichtsgründen meist Kunststoff oder Glasfaserkunststoff verwendet. Die Werkzeugkombination ermöglicht somit Schneid- und Grabarbeiten und deckt ein weites Einsatzspektrum ab. Es wird unter anderem beim Schaffen von Brandschneisen, dem Anlegen von Wanderwegen oder anderen Arbeiten des Garten- und Landschaftsbaus eingesetzt.
Namensgeber des Werkzeuges ist Edward Pulaski, ein Ranger des United States Forest Service. Er führte das Werkzeug 1911 als Reaktion auf die verheerenden Waldbrände im Vorjahr in Idaho, die den Bedarf an spezieller Waldbrandbekämpfungsausrüstung offenbarten, beim Forest Service ein. Da bereits 1876 ein vergleichbares Werkzeug von der Collins Tool Company vorgestellt wurde, ist heute unklar, ob Pulaski das Werkzeug erfand oder nur bekannt machte. Bis in die 1920er-Jahre wurde das Pulaski nur in Kleinserien hergestellt und war fast ausschließlich in der Rocky-Mountain-Region bekannt. Es verbreitete sich jedoch immer weiter und wurde 1930 schließlich zu einem Standardwerkzeug des United States Forest Service.
Zu der Sammlung des Wallace District Mining Museum der Smithsonian Institution in Wallace, Idaho gehört ein Pulaski mit den Initialen „E. P.“, welches angeblich Ed Pulaski selbst gehörte.